# Eventos de Kolar

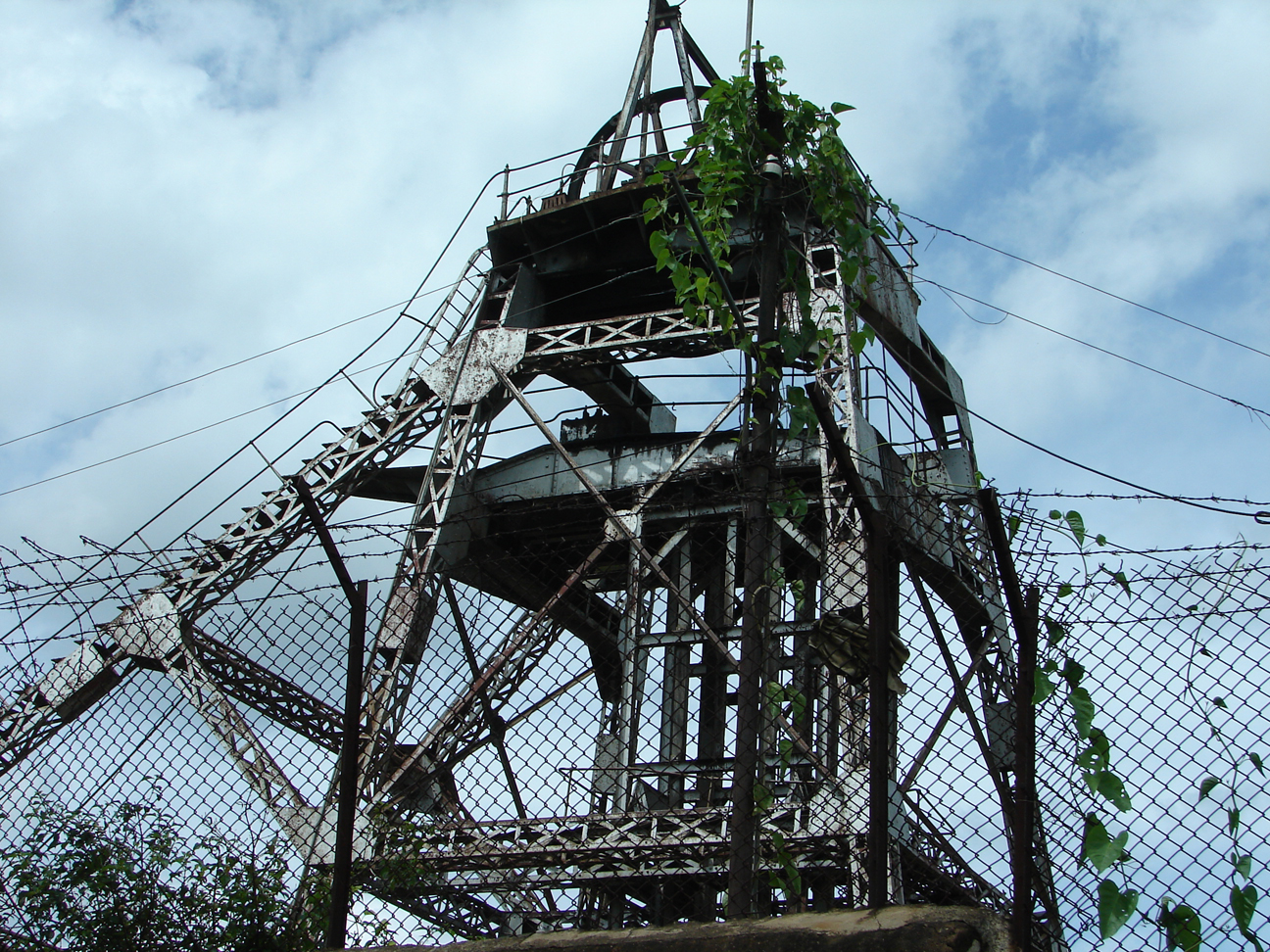
La antigua mina Champion Reefs, una de las dos donde se encontraba el detector con el que se captaron las desintegraciones anómalas de Kolar en 1975 y 1986. En 2019 su naturaleza sigue constituyendo un misterio.

Los eventos de Kolar fueron ocho desintegraciones anómalas captadas por el detector de partículas subterráneo instalado en las minas de oro de Kolar Gold Fields, distrito de Kolar, estado de Karnataka (India) en 1975 y 1986. Hasta la actualidad (2019) no ha sido posible determinar su naturaleza y se consideran un misterio. 
Cinco de los eventos se detectaron en 1975 y tres más en 1986, tras una mejora y actualización del instrumento, situado en dos galerías mineras a 2.300 metros de profundidad. Todos ellos fueron coherentes y similares entre sí. Los grupos investigadores pertenecían al Instituto Tata de Investigación Fundamental (India), la Universidad de Durham (Reino Unido) y la Universidad de la Ciudad de Osaka (Japón), utilizando un sistema de contadores de centelleo y múltiples NFT repartidos entre las minas Heathcote y Champion Reefs.
Diversos científicos los han atribuido a una partícula desconocida masiva (≳ 2 GeV) de larga vida (10−8 a 10−9 s), errores instrumentales, interacciones inusuales de neutrinos con la roca circundante o la desintegración de materia oscura, entre otras conjeturas. La posibilidad de que fueran desintegraciones de materia oscura fue descartada en 2017 por sus propios proponentes.
El instrumento estaba concebido originalmente para el estudio de los muones en los rayos cósmicos y posteriormente de la desintegración del protón. Los experimentos finalizaron al cerrar las minas en 1992, cuando éstas dejaron de ser rentables por agotamiento del oro extraíble económicamente en las mismas, y hasta el momento no se han podido reproducir en ningún otro lugar. 